# Nie dzwoń do mnie mała
Nie dzwoń do mnie mała – singel polskiego piosenkarza Skolima, pochodzący z jego debiutanckiego albumu studyjnego, zatytułowanego: „Król Latino”. Utwór pierwotnie został wydany 20 stycznia 2023.
Nagranie otrzymało w Polsce status diamentowego singla, przekraczając liczbę 250 tysięcy sprzedanych kopii.

## Geneza utworu i historia wydania
Piosenka została napisana i skomponowana przez Konrada Skolimowskiego, Marcina Mackiewicza i Artura Lipińskiego.
20 stycznia 2023 singel został wydany wydaniem własnym w formacie digital download i streamingu za pośrednictwem wytwórni płytowej e-Muzyka. Piosenka została umieszczona na debiutanckim albumie studyjnym Skolima: Król Latino.
31 grudnia 2023 utwór został wykonany podczas Sylwestrowej Mocy Przebojów w Chorzowie, emitowanej na antenie stacji Polsat. Równo rok później piosenka została ponownie zaprezentowana podczas tej samej imprezy organizowanej w Toruniu.

## Teledysk
Do utworu powstał teledysk, który udostępniono 5 stycznia 2023 za pośrednictwem serwisu YouTube.

## Lista utworów
- Digital download[1]

1. „Nie dzwoń do mnie mała” – 2:34

## Certyfikaty
| Kraj          | Certyfikat       | Sprzedaż |
| ------------- | ---------------- | -------- |
| Polska (ZPAV) | diamentowa płyta | 250 000+ |